# بخش لاران
بخش لاران به مرکزیت سورشجان، یکی از بخش‌های شهرستان شهرکرد در استان چهارمحال و بختیاری است.

## تقسیمات کشوری
- بخش لاران
  - دهستان لار
  - دهستان مرغملک

شهرها: سورشجان، سودجان و هارونی

## جمعیت
بنابر سرشماری مرکز آمار ایران، جمعیت بخش لاران شهرستان شهرکرد در سال ۱۳۸۵ برابر با ۳۲۷۳۱ نفر بوده‌است.

## مردم
مردم بخش لاران لُر بختیاری می‌باشند و به گویش بختیاری تکلم می‌کنند پوشش رایج مردم پوشش بختیاری است.